# Pivot (SHAKALABBITSの曲)
Pivot (ピボット)は、SHAKALABBITSのメジャー2枚目、通算5枚目のシングルで、TOSHIBA-EMIから2003年5月8日に発売。

## 解説
Pivotの曲より全てのギターをTAKE-Cが弾くようになった。
それによりSHAKA LABBITSからSHAKALABBITSに名前がワンワードとなった。
Pivotはバスケットボール用語であり、MVにはバスケシーンがふんだんに盛り込まれている。MV撮影は長野県の上田市立第二中学校で行われた。

## 収録曲
1. Pivot
作詞：UKI 作曲：MAH
2. オレンジライオン
作詞：UKI 作曲：MAH
3. THAT THING YOU DO!
作詞・作曲：アダム・シュレシンジャー（Adam Schlesinger）
4. head-scissors[another take]
作詞：UKI 作曲：MAH

## 収録アルバム
- CLUTCH (#1)
- MUSHROOMCAT RECORD (#1,2)

## ジャケット
ジャケットはhead-scissorsと同様にTOKYOGUNSの岩瀬匠に発注している。
靴は見た通りコンバースのオールスターである。